# Archaeovenator

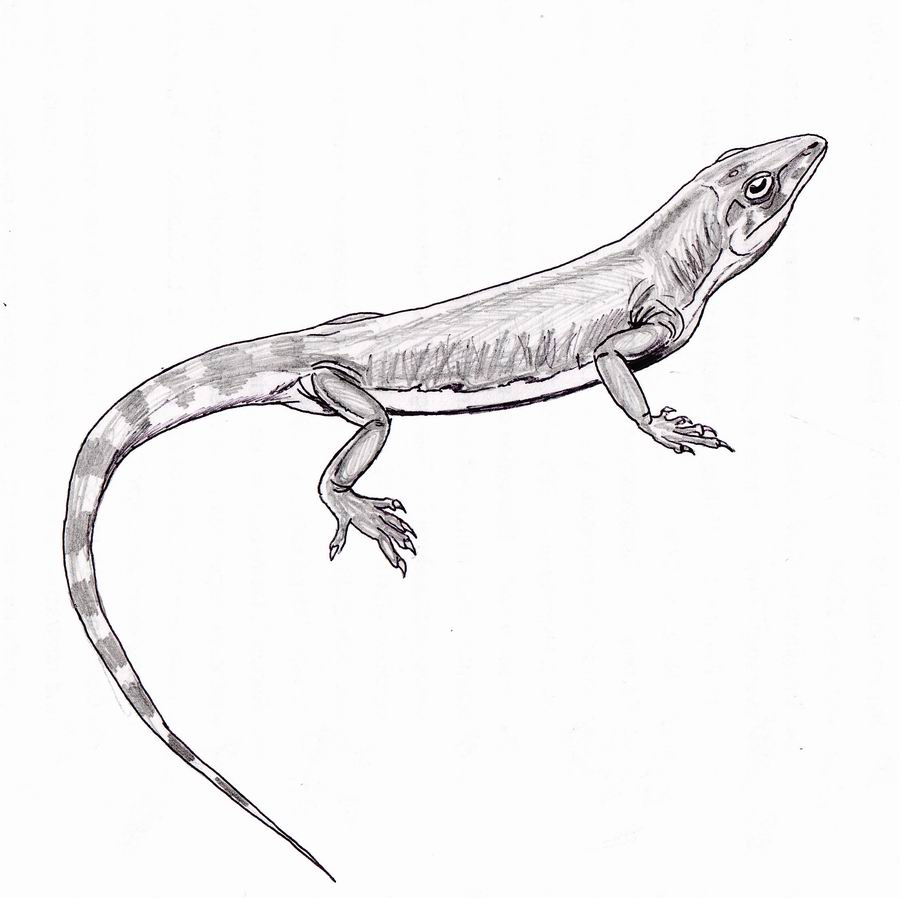
реставрація

Archaeovenator — вимерлий рід варанопідних синапсидів пізнього карбону, відомий з округу Грінвуд, штат Канзас, США. Його вперше назвали Роберт Р. Рейс і Девід В. Ділкес у 2003 році, а типовим видом є Archaeovenator hamiltonensis. Archaeovenator hamiltonensis відомий з голотипу KUVP 12483, тривимірного збереженого, майже повного та зчленованого скелета, включаючи череп, з кінцівками та поясами, дещо відокремленими від посткраніального скелета. Його було зібрано в кар’єрі Гамільтон зі сланцевої формації Калхаунс групи Шоуні, яка датується вергілійським етапом (або, альтернативно, пізнім касимовським або раннім гжельським етапом) пізньої пенсильванської серії, приблизно 300 мільйонів років тому. Родова назва походить від латинського Archaeo і venator, що означає «стародавній мисливець». Видова назва названа на честь місця знаходження Гамільтонського кар'єру. Archaeovenator є найдавнішим і найбільш відомим варанопідом, оскільки він є сестринським таксоном для всіх інших відомих варанопідів.